# Araújos
Araújos este un oraș din unitatea federativă Minas Gerais, Brazilia.